# Sant Jaume dels Domenys
Sant Jaume dels Domenys är en kommun i Spanien.   Den ligger i provinsen Província de Tarragona och regionen Katalonien, i den östra delen av landet, 400 km öster om huvudstaden Madrid. Antalet invånare är 2 491. Arean är 24,4 kvadratkilometer. Sant Jaume dels Domenys gränsar till El Montmell, Castellví de la Marca, Castellet i la Gornal, L'Arboç, Banyeres del Penedès, Llorenç del Penedès och La Bisbal del Penedès. 
Terrängen i Sant Jaume dels Domenys är platt åt sydost, men åt nordväst är den kuperad.